# 巨日合镇
巨日合镇，是中华人民共和国内蒙古自治区通辽市扎鲁特旗下辖的一个乡镇级行政单位。

## 行政区划
巨日合镇下辖以下地区：
巨日合村、双山子村、三益庄村、必勒其日村、治兴村、兴隆地村、乙旦扎拉嘎村、新立村、保安村、安乐村、扎拉嘎村、中心村、联合屯村、喜安村、永新村、永丰村、友谊村、后河村、桑斯台村、三合屯村、双合村、幸福村、团结村、太平铺村、后堡村、太平川村和胜利村。